# Левенець Ігор Анатолійович
Ігор Анатолійович Левене́ць (нар. 13 грудня 1969, м. Харків) — співак (лірико-драматичний тенор), актор, народний артист України (2019), член Національної спілки театральних діячів України (з 2006 року).

## Життєпис
Народився 13 грудня 1969 року в м. Харкові.

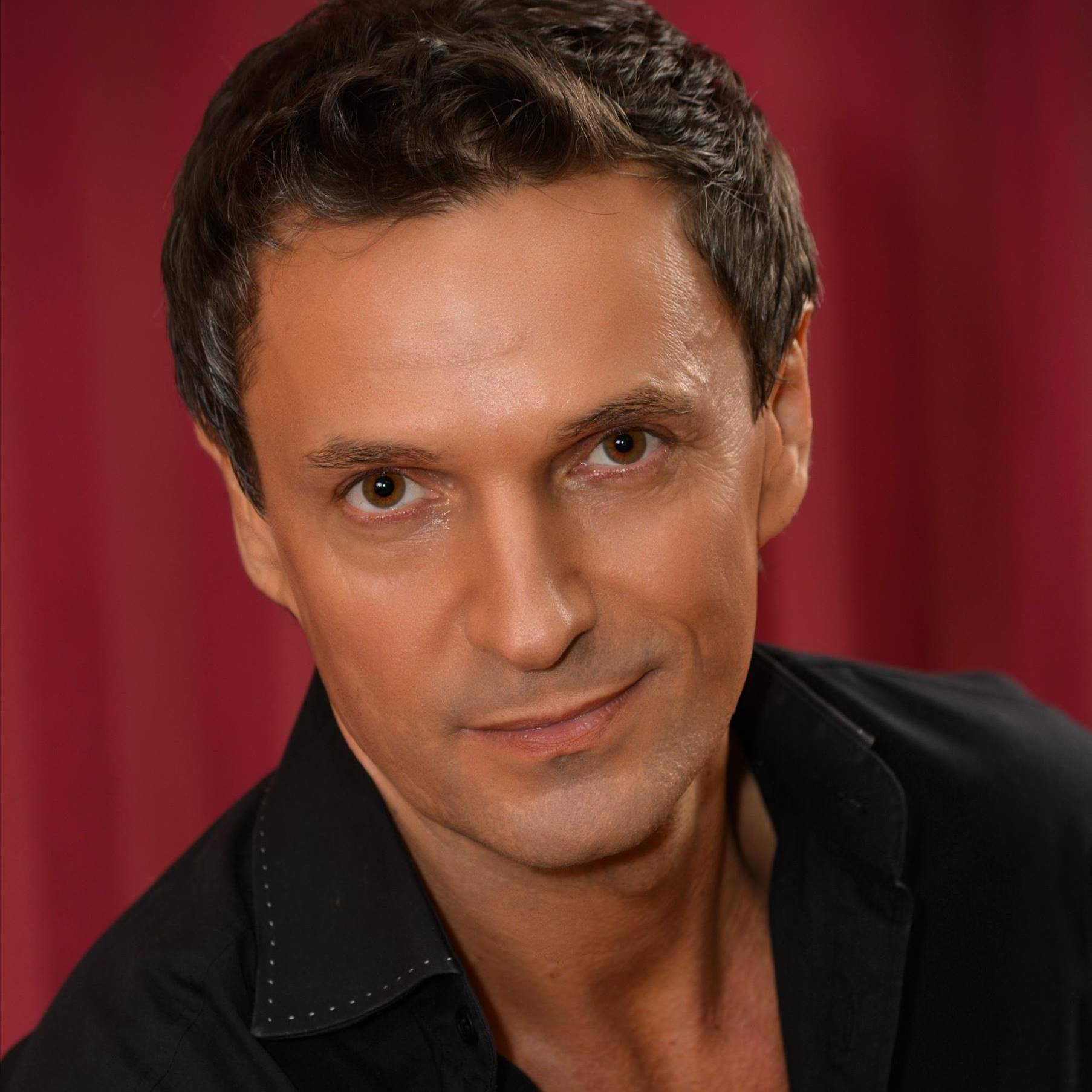

З 1974 року мешкає в м. Сумах. Закінчив Сумську дитячу музичну школу № 3 (1984 рік) по класу баян (викладач Майстренко Т. М.). Закінчив у 1987 році Сумську середню школу № 12.
Випускник Сумського державного педагогічного інституту імені А. С. Макаренка (1995 рік), клас вокалу Олександра Стахевича. У 1995–2011 роках — соліст-вокаліст Сумського театру драми та музичної комедії імені М. С. Щепкіна (нині — Сумський національний академічний театр драми та музичної комедії імені М. С. Щепкіна). На  його сцені втілив низку різноманітних образів як у музичних, так і драматичних, виставах за творами вітчизняних і зарубіжних авторів.
З вересня 2011 року — артист-вокаліст (нині — провідний майстер сцени) Київського національного академічного театру оперети. Художньо переконливо виконав провідні партії в постановках театру: «Красивий голос, широкий діапазон, внутрішня ліричність, яскрава зовнішність, природний мистецький талант і наполеглива постійна робота над професійним самовдосконаленням допомогли актору органічно увійти до досвідченого зіркового складу солістів-вокалістів Київської національної оперети».
За роль Тасілло в опереті І. Кальмана «Графиня Маріца» був номінований в категорії «Найкраще виконання чоловічої ролі» премії Національної спілки театральних діячів України «Київська пектораль» (2017 рік).
Знімався в телевізійних і повнометражних художніх фільмах.
Брав участь у гастролях Київського національного академічного театру оперети в Казахстані, Литві, Португалії, Румунії, Словаччині, Угорщині.
Запрошувався як соліст до участі в музичних фестивалях у Литві та Франції.
3 21 жовтня 2015 року по 28 лютого 2022 року за сумісництвом працював солістом Оркестру Почесної варти окремого Президенського полку ім. Богдана Хмельницького (начальник оркестру — художній керівник підполковник Рябоконь Михайло Вікторович).
Після Російського вторгнення в Україну та оголошення загальної мобілізації з 19 березня 2022 року проходить військову службу в лавах Збройних Сил України на посаді артиста вищої категорії в Заслуженому академічному Зразково-показовому оркестрі Збройних Сил України (начальник оркестру — художній керівник полковник Биковський Ігор Петрович). В складі єдиного в ЗСУ фольклорного гурту «Святовид» активно проводить концертну діяльність для військових і цивільного населення. 6 грудня 2023 присвоєне звання молодший сержант.

## Оскарження звільнення з театру оперети
30 червня 2023 року під час проходження військової служби в особливий період був звільнений з Київського національного академічного театру оперети формально «у зв'язку з закінченням строку дії контракту».
Вважаючи звільнення незаконним, таким, що порушує гарантії трудових прав працівників, призваних на військову службу, у тому числі під час мобілізації, (ч.3 статті 119 КЗпП України) звернувся у Печерський районний суд міста Києва із позовом до Київського національного академічного театру оперети про поновлення на роботі, справа № 757/31954/23-ц від 26.07.2023
8 жовтня 2024 року Київський апеляційний суд ухвалив рішення визнати незаконним та скасувати наказ № 361-1.0.2-06 від 29.06.2023 року про припинення контракту, укладеного з Ігорем Левенцем, стягнути з Київський національний академічний театр оперети на його користь моральну шкоду та витрати на правову допомогу. Постанова набрала законної сили з дня її прийняття.

## Державні нагороди
У 2004 році Указом Президента України № 230/2004 присвоєне почесне звання «Заслужений артист України».
У 2019 році Указом Президента України № 908/2019 присвоєене почесне звання «Народний артист України».

## Виконані ролі
Сумський театр драми та музичної комедії імені М. С. Щепкіна
- Мешем, «Ваш хід, королево!» О. Журбіна (1995 рік);
- Князь Ветринський, «Віват, водевіль!» О. Бонді (1997 рік);
- Едмунд, «Дами та гусари» О. Фредро (1997 рік);
- Чорт, «Ніч на полонині» О. Олеся (1998 рік);
- Шандор Барінкай, «Циганський барон» Й. Штрауса-сина (2000 рік);
- Андрій, «Запорожець за Дунаєм» С. Гулака-Артемовського (2001 рік);
- Дем'ян, «Конотопська відьма» Г. Квітки-Основ'яненка (2003 рік);
- Антей, «Оргія» Лесі Українки (2003 рік);
- Князь Коте, «Ханума» Г. Канчелі (2005 рік);
- Назар, «Назар Стодоля» Т. Шевченка (2006 рік);
- Петро, «Наталка-Полтавка» М. Лисенка (2007 рік);
- Левко, «Майська ніч» за М. Гоголем (2008);
- Генріх Айзенштайн, «Кажан» Й. Штрауса-сина, (постановка О.Рибчинського, 2010 рік);

Київський національний академічний театр оперети
- Генріх Айзенштайн, «Кажан» Й. Штрауса-сина (постановка Т.Тимошко-Горюшко, 2011 рік);
- Раджамі, «Баядера» І. Кальмана (постановка С. Сміяна, 20011 рік);
- Шандор Барінкай, «Циганський барон» Й. Штрауса-сина (2012 рік);
- Капітан Олександр Смолет, «Острів скарбів» В. Бистрякова (2012 рік);
- Едвін, «Сільва» І. Кальмана (2013 рік);
- Фернан, «Мадемуазель Нітуш» Ф. Ерве (2014 рік);
- Сільвіо Ломбарді, «Труффальдіно із Бергамо» О. Колкера (2014 рік);
- Тасілло, «Графиня Маріца» І. Кальмана (2016 рік);
- Олександр, «Скрипаль на даху»[en] Дж. Бока (2018 рік);
- Раджамі, «Баядера» І. Кальмана (постановка Б. Струтинського, 2019 рік).